# Under the Graveyard
Under the Graveyard è un singolo del cantautore britannico Ozzy Osbourne, pubblicato l'8 novembre 2019 come primo estratto dal suo undicesimo album in studio Ordinary Man.

## Descrizione
La canzone ha raggiunto la prima posizione della classifica Billboard Mainstream Rock nel dicembre 2019.
Osbourne ha registrato Under the Graveyard dopo aver collaborato, insieme al chitarrista e produttore Andrew Watt, con i rapper Post Malone e Travis Scott nel singolo Take What You Want. La canzone è stata scritta da Osbourne e Watt con la cantautrice Ali Tamposi e il batterista Chad Smith, il quale ne ha registrato anche le parti di batteria. Parlando della registrazione, il cantante ha detto: "In precedenza avevo detto a Sharon [Osbourne, moglie e manager di Ozzy, nd] che avrei dovuto fare un altro album, ma una parte della mia mente diceva Non ho la cazzo di forza. Ma Andrew me l'ha tirata fuori. Spero davvero che la gente lo ascolti e si diverta, perché ho messo il mio cuore e la mia anima in questo album".

## Accoglienza
Scrivendo per il sito web Loudwire, Joe DiVita ha descritto il brano come "una canzone non tradizionale per Ozzy", sostenendo che "la nuova influenza si presenta nell'arrangiamento del genere". DiVita ha aggiunto che "Chitarre soliste piene di Fuzz, battiti di basso e sottotoni alt-rock la rendono difficile da definire. La performance del frontman è forte e riflessiva, perché ammette errori passati esponendo vulnerabilità e conflitti interiori".

## Video musicale
Il video musicale per la canzone è stato pubblicato il 19 dicembre 2019. Diretto da Jonas Åkerlund, vede gli attori Jack Kilmer e Jessica Barden interpretare Ozzy Osbourne e la moglie Sharon da giovani, e di come lei lo abbia aiutato a uscire dal tunnel della droga e dell'alcol prima del loro matrimonio. Parlando del video, Ozzy ha commentato: «Ad essere onesti, è difficile guardarlo perché mi riporta ad alcuni dei momenti più bui della mia vita. Per fortuna Sharon era lì a salvarmi e a credere in me. Per la prima volta era lì per sostenermi e rimettermi in piedi, e non sarebbe stata l'ultima».

## Tracce
Testi e musiche di Ozzy Osbourne, Andrew Watt, Ali Tamposi e Chad Smith.
1. Under the Graveyard – 4:57

## Formazione
- Ozzy Osbourne – voce
- Andrew Watt – chitarra, basso, tastiera, cori, produzione
- Chad Smith – batteria, percussioni
- Charlie Puth – tastiera, programmazione
- Happy Perez – tastiera, instrumentazione e programmazione aggiuntiva, produzione aggiuntiva
- Caesar Edmunds – instrumentazione e programmazione aggiuntiva

## Classifiche
| Classifica (2019)             | Posizione massima |
| ----------------------------- | ----------------- |
| Stati Uniti (mainstream rock) | 1                 |
| Stati Uniti (rock)            | 3                 |